# Riku Onda
Riku Onda (恩田 陸, Onda Riku) é o nome artístico de Nanae Kumagai (熊谷 奈苗, Kumagai Nanae, 1964), uma escritora japonesa. Onda recebeu o Prêmio Yoshikawa Eiji de Novos Escritores, o Prêmio das Livrarias do Japão, o Prêmio de Escritores de Mistério do Japão de Melhor Romance, o Prêmio Yamamoto Shūgorō, e o Prêmio Naoki. Alguns de seus textos foram adaptados para o cinema e para a televisão.

## Infância e educação
Onda nasceu em 1964 em Aomori, Japão, mas foi criada em Sendai, na província de Miyagi. Ela se formou na Universidade de Waseda em 1987 e trabalhou em um escritório por vários anos, mas após ler o romance de Ken'ichi Sakemi de 1991, Kōkyū shōsetsu ([後宮小說] Erro: {{nihongo3}}: o texto tem marcação itálica (ajuda)), deixou o emprego para tentar escrever seu próprio livro.

## Carreira
Onda fez sua estreia literária em 1992 com o romance Rokubanme no Sayoko ([六番目の小夜子] Erro: {{nihongo3}}: o texto tem marcação itálica (ajuda)), o qual foi adaptado em 2000 pela NHK na série Rokubanme no Sayoko ([六番目の小夜子] Erro: {{nihongo3}}: o texto tem marcação itálica (ajuda)), estrelada por Anne Suzuki e Chiaki Kuriyama. Ela continuou escrevendo romances, entre os quais Mokuyō kumikyoku ([木曜組曲] Erro: {{nihongo3}}: o texto tem marcação itálica (ajuda)), de 1999, que foi transformado em um filme em 2002, e Nebārando ([ネバーランド] Erro: {{nihongo3}}: o texto tem marcação itálica (ajuda)), de 2000, que foi adaptado em uma série em 2001 pela TBS, estrelando Tsubasa Imai.
Em 2005, Onda ganhou o 26º Prêmio Yoshikawa Eiji de Novos Escritores, e o 2º Grand Prix Livrarias do Japão pelo seu romance Yoru no pikunikku ([夜のピクニック] Erro: {{nihongo3}}: o texto tem marcação itálica (ajuda)), uma história sobre dois meio-irmãos que participam na caminhada anual da sua escola. Yoru no pikunikku foi transformado em um filme de mesmo nome em 2006, dirigido por Masahiko Nagasawa e estrelado por Mikako Tabe. Após ter sido nomeada para o 58º Prêmio de Escritores Misteriosos do Japão por seu livro Q&A em 2005, Onda ganhou o prêmio no ano seguinte por Melhor Romance pelo seu mistério de assassinato Yujinia ([ユージニア] Erro: {{nihongo3}}: o texto tem marcação itálica (ajuda)). No ano seguinte, ela ganhou o 20º Prêmio Yamamoto Shūgorō por seu livro Nakaniwa no dekigoto ([中庭の出来事] Erro: {{nihongo3}}: o texto tem marcação itálica (ajuda)), uma história complexa sobre um dramaturgo escrevendo uma peça sobre um dramaturgo que é assassinado enquanto escreve uma peça. O romance de 2011 de Onda Yumechigai ([夢違] Erro: {{nihongo3}}: o texto tem marcação itálica (ajuda)) foi adaptado em um drama para televisão em 2012 chamado Akumu-chan, estrelado por Keiko Kitagawa e exibido na Nippon TV. Um filme de mesmo nome foi lançado em 2014, seguindo a história da série.
Em 2017, depois de ter sido nomeada seis vezes para o Prêmio Naoki, Onda ganhou o prêmio por seu livro de 2016 Mitsubachi to enrai ([蜜蜂と遠雷] Erro: {{nihongo3}}: o texto tem marcação itálica (ajuda)), uma história sobre uma competição internacional de piano. Mitsubachi to enrai também ganhou o Grand Prix Livrarias do Japão em 2017. Depois de ganhar o Prêmio Naoki, Onda visitou sua cidade natal, Sendai, e recebeu um prêmio especial da prefeita Emiko Okuyama.

## Prêmios e honras
- 2005: 26º Prêmio Yoshikawa Eiji de Novos Escritores[20]
- 2005: 2º Grand Prix Livrarias do Japão[21]
- 2006: 59º Prêmio de Escritores de Mistério do Japão[9]
- 2007: 20º Prêmio Yamamoto Shūgorō[22]
- 2016: 156º Prêmio Naoki[23]
- 2017: 14º Grand Prix Livrarias do Japão

## Filme e outras adaptações

### Filme
- Mokuyō kumikyoku ([木曜組曲] Erro: {{nihongo3}}: o texto tem marcação itálica (ajuda)), 2002[5]
- Yoru no pikunikku ([夜のピクニック] Erro: {{nihongo3}}: o texto tem marcação itálica (ajuda)), 2006[24]
- Akumu-chan (夢夢ちゃん), 2014[25]
- Mitsubachi para enrai, 2019

### Televisão
- Rokubanme no Sayoko ([六番目の小夜子] Erro: {{nihongo3}}: o texto tem marcação itálica (ajuda))[4]
- ([ネバーランド] Erro: {{nihongo3}}: o texto tem marcação itálica (ajuda)), TBS, 2001[6]
- [悪夢ちゃん] Erro: {{nihongo3}}: texto da transliteração contém caractere não latino (pos 3) (ajuda) ([Akumu-chan] Erro: {{nihongo3}}: o texto tem marcação itálica (ajuda)), Nippon TV, 2012[13]

## Obras selecionadas
- Rokubanme no Sayoko (六番目の小夜子, Sixth Child), Shinchosha, 1992, ISBN 9784101234113
- Mokuyō kumikyoku (木曜組曲), Tokuma Shoten, 1999, ISBN 9784198610937
- Nebārando (ネバーランド, Neverland), Shueisha, 2000, ISBN 9784087744637
- Q&A, Gentosha, 2004, ISBN 9784344006232
- Yoru no pikunikku (夜のピクニック, Nighttime Picnic), Shinchosha, 2004, ISBN 9784103971054
- Yujinia (ユージニア, Eugenia), Kadokawa Shoten, 2005, ISBN 9784048735735
- Nakaniwa no dekigoto (中庭の出来事, The Incident in the Courtyard), Shinchosha, 2006, ISBN 9784103971078
- Yumechigai (夢違), Kadokawa Shoten, 2011, ISBN 9784041100608
- Mitsubachi to enrai (蜜蜂と遠雷, Honey Bee and Distant Thunder), Gentosha, 2016, ISBN 9784344030039